# 塔季扬娜·卡希林娜
塔季扬娜·尤里耶芙娜·卡希林娜（俄语：Татьяна Юрьевна Каширина，1991年1月24日—），俄罗斯女子举重运动员，2012年夏季奥运会女子75公斤以上级银牌得主、2018年世界举重锦标赛女子87公斤以上级金牌得主、2019年世界举重锦标赛女子87公斤以上级银牌得主。